# ジムカーナ (モータースポーツ)

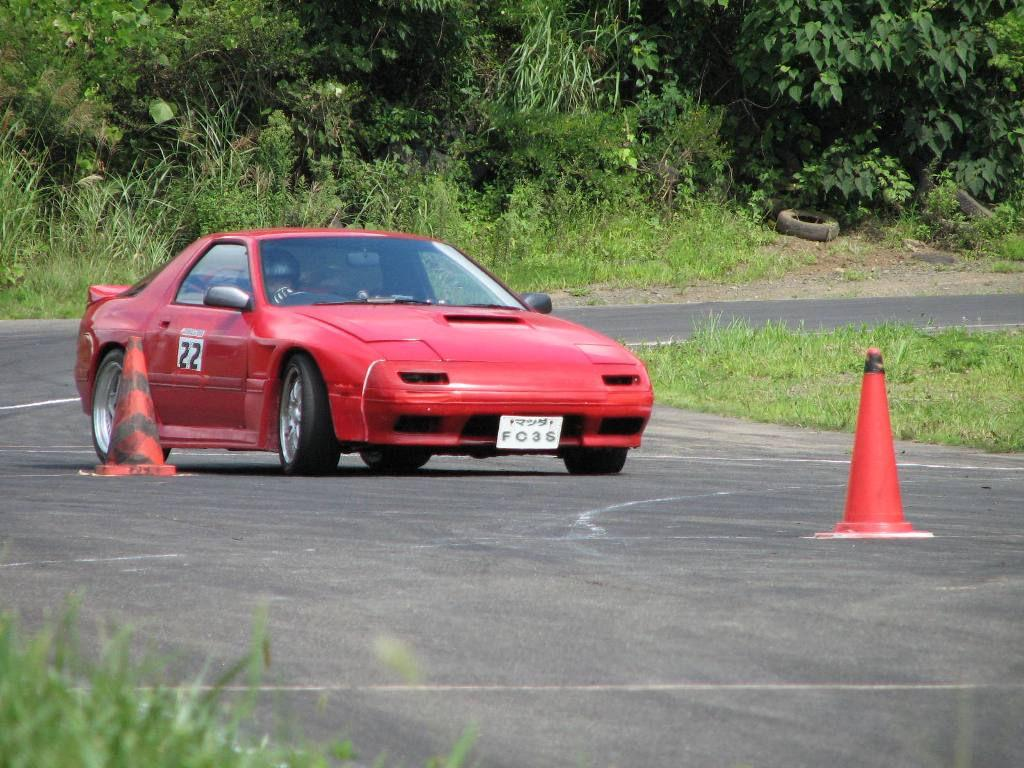
ジムカーナでスラロームを走るRX-7（FC3S）

ジムカーナ (Gymkhana) は、舗装路面で行われるモータースポーツの一種である。この記事では主として四輪のそれについて述べる。自動二輪については、ジムカーナ (オートバイ) の記事を参照。その細かな形態は国によって異なるが、日本国内では、公道を走行できる地方運輸局のナンバー付き車両のクラスが主流で、サンデースポーツとしてアマチュアドライバーが最も始めやすいモータースポーツの一つである。非舗装路で行われる場合はダートトライアルと呼ばれる。一斉にスタートし先着後着を争うレース（競走）ではなく、タイムなどで順位が決定するコンペティティブ・ペーシェンスである。由来については「ジムカーナ」の記事を参照。

## 発祥と発展
ジムカーナは1960年代から盛んになり、以後日本国内で続いている。競技の発祥は米軍基地内で兵など基地関係者が行っていたものと言われている。発展性については、ジムカーナは日本で独自に発展した競技であり、現在のところ世界選手権等といったような大会の開催等はない。なお、類似競技としては国内・海外ともにいくつか存在するが、それらについては当記事中の別に独立した節にまとめた。
ジムカーナは、アマチュアドライバーに敷居が低いモータースポーツであるとされている。その理由は以下のように説明できる。まず、一回の走行時間が45秒～1分30秒程度と短いため、オーバーヒートなどのトラブルが少なく、改造度の低いあるいは無改造の車両でも参加できる。また、後述のように走行速度が低いため、必要な安全装備が本格的なサーキット走行ほど厳しくない。さらに、多くの参加車両は車検付きの公道走行可能な車両であり、多くの場合、イベント主催者側の出す参加要綱も公道走行可能な車両を想定している。ほとんどのイベントは一日で終わり、週末を利用して観光ついでに参加する姿も多く見られる。

## 競技の流れ
各車両は、45秒～1分30秒程度のタイムを想定したコースレイアウトを走行する。コースレイアウトは毎回異なるものが設定され、大会当日に参加者に公表される。競技開始前に慣熟歩行（コース内に徒歩で立ち入り、路面状態やレイアウトを目視で確認すること）の機会が与えられた後、競技が開始される。
ジムカーナはタイムトライアル競技であり、「レース」とは異なり複数台の車が同時に並走することはない(コンペティティブ・ペーシェンス)。1台ずつ出走し、各競技者は2回まで走行できる。2回のうち短い走行タイムをその競技者の記録とし、より短いタイムを記録した競技者を上位として順位が決定される。

### 求められる技術
サーキット走行なみの最高速度がでるコースもあるが、ほとんどのジムカーナコースでの走行速度は大規模なサーキット走行よりも平均速度が低く、絶対的馬力よりもコーナリングやブレーキングが相対的に重要になる。サイドターンなどで小回りな旋回を求められる低速セクション、中速でのコーナリングや切り返し、高速からのハードブレーキング、そしてそれらを滑らかにつないでタイムロスを防ぐ走行ラインの取り方など、ひとつのコースであらゆる走行技術や戦略を必要とされる。全日本ジムカーナや地区戦などのシリーズ戦では複数の会場を転戦することになり、競技者にはさまざまなコースの特性に合わせた運転技術と車両セッティングが要求される。
止まり、曲がるというこれらの技術は日常の運転技術と関わりが深く、運転能力や危機回避能力の向上につながる。このことから、公式なジムカーナ競技の主催組織であるJAFはジムカーナを啓蒙活動の一環として活用している。たとえばJAFの月刊会員誌では、「安全なジムカーナ場であらかじめ練習を積んでいれば、凍結路や雪道の走行において車両がスリップした場合においても、あせらず適切に車体をコントロールすることが出来、事故防止につながる」としている。

### 会場
会場となる場所は、レース用のサーキットコースに規制パイロン（コーン）を置いてスラローム競技用のコースとする場合や、ショートサーキットやカートコースをほぼそのままで使う場合、ジムカーナ専用コースを使う場合、スキー場の駐車場などにパイロンでコースを設定する特設（非常設）会場などさまざまである。

## 参加車両
車両は改造範囲・排気量・駆動方式・タイヤの種類（Sタイヤとレギュラータイヤの区別）などでクラス分けされる。公式戦以外の草の根イベントでは、これらのクラス分けはおおよその目安としてしか用いられないが、公式戦では走行前に主催者側が車両の検査を行い、改造範囲などをチェックする。これは、競技の公平性を保つためである。
車両規定は毎年刊行されるJAFモータースポーツ規定によって定義され、例年詳細な定義が変更される。そのため、以下に示す比較は最新のものではない。
市販車両を競技専用に改造した（公道を走行できない）車両のクラス(SC車両)や、競技専用に設計された車両のクラス(D車両)もある。最上位クラスではフォーミュラ・スズキ隼に代表されるフォーミュラカーが参戦することもある。

## 安全装備、資格
参加するための装備としては、一般的にはヘルメット（2輪用でも可）・レーシンググローブ（指が出るドライビンググローブや軍手などは不可）・長袖長ズボンの着用が最低限必要である。イベントの格式によってはレーシングスーツやレーシングシューズの着用を要求されることがあり、主催者への確認が必要である。
公式戦ではないさまざまな入門レベルのイベントでは、ほとんどの場合、参加にあたって必要な資格は自動車免許だけである。イベントに参加することで同時に次に説明するBライセンスを得ることができるものもある。
公式戦と呼ばれるイベントはほとんどが年間のシリーズ戦になっており、国際自動車連盟（FIA）傘下の日本自動車連盟（JAF）が公認する競技である。これらに参加するためには、JAF競技運転者許可証（国内Bライセンス以上）の発給を受ける必要がある。下位のシリーズでは、ライセンスの不要なクラスが別途設けられていることもある。
Bライセンスはほかの様々な競技ライセンスのうち最も簡単に得られるライセンスであり、上記の方法の他にBライセンス講習会に参加することで発行してもらうことが出来る。

## イベントの格式
最上位のシリーズはJAF全日本ジムカーナ選手権であり、その下位に各地区 (関東、東北など) の地方選手権が存在する。各地区内の公式戦はJAFに所属する各地区のJMRCという団体が管理しており、例として最も地区内の人口が多い関東地区では、上位から順に「JAF全日本選手権」－「JAF地方選手権（JMRCオールスターシリーズ併設）」－「JMRC関東チャンピオンシリーズ」－「JMRC各都県シリーズ」というヒエラルキー構造が形成されている。その他にもライセンス不要の多様な入門レベルのイベント（Ｇ６ジムカーナ・筑波ビギナー等）が存在し、シリーズ戦になっているものもある。全日本選手権・地方選手権の出場資格ないし基準には一応規定があるものの、個別の事例についてはそれぞれの大会（競技会）主催者が判断しているため、このヒエラルキー構造は一概に確かなものではない。

## 類似競技
ジムカーナはあまりにテクニカルであることから、パイロン等を配置するという点では同様だが、比較すると広めの敷地において、比較するとサーキット走行に近い（レコードラインが全てグリップ走行であるような）走り方の「オートクロス」や、バックや180度ターンなど徐行や停止等の正確さを競技に含む「オートテスト」なども盛んになりつつある。
英国系の競技であるオートテスト（en:Autotesting）は、日本でのものとしては全日本学生自動車連盟の開催している選手権大会における「フィギュア」が相似したものである他、「オートテスト」という名称ではJAFが近年振興を図っている。オートクロスという名称が指す競技は英・欧(大陸)・米・豪などそれぞれ多少主流のタイプが異なっている（en:Autocross の各節と、en:British autocross, en:FIA Autocross, en:American autocross, en:Australian Autocross を参照）。日本におけるジムカーナもオートクロスの一種とされたりすることもあるが、前述のようにグリップ走行による、ジムカーナとは別な競技として日本においては広まりつつあり、そのスタイルは american autocross に近い。特に、学生フォーミュラ（フォーミュラSAE）の動的（走行）審査にオートクロスがあるため（ラップタイム計測と、エンデュランス・燃費審査）、若手自動車エンジニアにはよく知られている。
日本自動車連盟の見解では、同連盟傘下が主催するジムカーナへの参加は同連盟が定めるモータースポーツライセンスを必要とするが、同連盟が主催する『オートテスト』では不要としている。

## 注
1. ↑  #類似競技の節も参照